# نظام الدين عبيد زاكاني
خواجه نظام الدين عبيد الله زاكانى (ح 700-772هـ/1300-1371م) هو شاعر إيراني. ولد بقزوين، وعاش في شيراز. سافر إلى بغداد، من مصنفاته: «أخلاق الأشراف».